# Daniella Perez
Daniella Ferrante Perez Gazolla  (Rio de Janeiro, 11 de agosto de 1970 — Rio de Janeiro, 28 de dezembro de 1992) foi uma atriz e bailarina brasileira. Era filha da autora de telenovelas Gloria Perez.

## Biografia
Daniella nasceu em 11 de agosto de 1970, no Rio de Janeiro, primeira de três filhos da escritora Gloria Perez e do engenheiro Luiz Carlos Saupiquet Perez (1940–1994). Perez sempre teve sua vida ligada à arte. Com apenas cinco anos de idade, ensaiava seus primeiros passos no balé. Mais tarde surgiu o convite para dançar profissionalmente em uma das melhores companhias de dança do Rio de Janeiro, a “Vacilou, dançou” da coreógrafa Carlota Portella.
Em 1985, então com 15 anos, participou de protesto pedindo Justiça para Mônica Granuzzo, jovem vítima de assassinato.
No dia 2 de dezembro 1989, conheceu o ator Raul Gazolla, durante os ensaios para sua participação na telenovela Kananga do Japão. Logo eles iniciaram um relacionamento e em maio de 1990 se casaram; por ter apenas 19 anos, na época a atriz teve que se emancipar.

## Carreira
Em 1989, Perez foi escalada para fazer uma participação como dançarina, porém devido ao seu talento, foi escalada para interpretar Daniela. Com isso, Dany fez sua estreia como atriz na TV, fazendo o papel de uma dançarina de tango na novela Kananga do Japão da Rede Manchete, onde conheceu seu marido, Raul Gazolla.
Em 1990, Daniella recebeu um convite da Rede Globo para ser dançarina na novela Barriga de Aluguel, onde quem escrevia o texto era sua mãe, Gloria Perez. Então ela fez um teste individual e acabou sendo escalada para seu primeiro papel como Clô, uma bailarina que dançava no Copacabana Café.
Devido ao seu carisma e talento, a personagem ganhou espaço na trama e a atriz acabou chamando a atenção de Dennis Carvalho, que lhe convidou para estrear a novela O Dono do Mundo no ano seguinte, fazendo assim o papel de Yara, irmã da protagonista vivida por Glória Pires.
Mais tarde, em 1992, já reconhecida pelo público, Daniella interpretou a personagem Yasmin Bianchi, uma jovem que despertava uma admiração do personagem gótico Reginaldo vivido por Eri Johnson que a seguia em todos os lugares. Yasmin era irmã da protagonista Paloma Bianchi, vivida por Cristiana Oliveira, na novela De Corpo e Alma, também escrita por sua mãe, sendo essa, sua última novela.
No início dos anos 90, a bailarina foi a melhor candidata ao posto vago de “namoradinha do Brasil”, anteriormente ocupado por Regina Duarte. Foi exibido dia 25 de dezembro de 1992 no Roberto Carlos Especial, uma pequena encenação, na qual Daniella interpretava Maria, mãe de Jesus, ao lado da atriz Cássia Kis Magro e do ator Herson Capri.

## Morte
Em 28 de dezembro de 1992, aos 22 anos, Daniella foi assassinada pelo colega de trabalho, Guilherme de Pádua e Paula Nogueira Thomaz, esposa do ator na época, em um matagal na Barra da Tijuca, zona Oeste do Rio de Janeiro.
Cerca das 21:10h, logo após o término de suas gravações da telenovela De Corpo e Alma, Daniella Perez foi até o estacionamento dos Estúdios Tycoon, onde tirou fotos com fãs juntamente com o ator Guilherme de Pádua.
Logo após a atriz sair dos estúdios, foi até o posto Alvorada abastecer seu carro, sendo seguida pelo ator e sua mulher, que estava escondida embaixo de um lençol, no banco do passageiro do carro de Guilherme. Quando Daniella terminou de abastecer o carro, o casal interceptou o carro da atriz. Guilherme e Daniella desceram de seus carros, começaram a discutir e ele desferiu um soco no rosto da atriz, que acabou desmaiando, a agarrou pelo pescoço e a colocou a força no banco carona de seu Santana, cuja direção foi assumida por Paula. Então entrou no Escort de Daniella e seguiu junto com o outro carro.
O ator e sua esposa, juntamente com Daniella desacordada, seguiram até um matagal na Avenida Cândido Portanari (na época Rua Cândido Portinari) na Barra da Tijuca, perto do condomínio Rio Mar. Ao chegar no local, o casal desferiu dezoito punhaladas,  dentro do carro de Guilherme, que perfuraram o pescoço e peito da atriz, na região do pulmão e coração. Daniella acabou morrendo em cerca de 2 minutos de choque hipovolêmico em consequência das punhaladas, além disso teve seu maxilar quebrado em decorrência do soco recebido. Então Pádua e Paula arrastaram o corpo da bailarina para dentro do matagal.
A motivação do crime foi a frustração pelas investidas malsucedidas que o ator dava na bailarina, no intuito de fazê-la convencer sua mãe a aumentar cenas de seu personagem na novela De Corpo e Alma e o ciúme doentio de Thomaz nas cenas de Guilherme e Daniella. Por coincidência, a participação do seu personagem foi reduzida na semana que antecedeu o crime, que o fez acreditar que sua carreira estava sendo prejudicada por Dany e Gloria. Assim ele e sua mulher tramaram o assassinato da atriz. 
Julgados e condenados por homicídio duplamente qualificado, com motivo torpe e impossibilidade de defesa da vítima, os dois cumpriram em regime fechado seis dos dezenove anos a que foram condenados.
A indignação popular que se seguiu a esse episódio resultou na alteração da legislação penal, graças aos esforços da mãe de Daniella, Gloria Perez, que encabeçou uma campanha de assinaturas e conseguiu fazer passar a primeira iniciativa popular de projeto de lei a se tornar lei efetiva (Lei 8 930/94) na história do Brasil. A saída da sua personagem na novela De Corpo e Alma foi explicada com uma viagem de estudos ao exterior, também foram prestadas homenagens a Perez. Enquanto Daniella era assassinada passava o capítulo 127 da novela.

### Indenização à família pelo assassinato
Em março de 2002, o desembargador Paulo Gustavo Horta, determinou que Gloria Perez e Raul Gazolla deveriam receber uma multa indenizatória no valor de 500 salários-mínimos ou R$ 480 mil cada um, de Guilherme de Pádua e Paula Thomaz, condenados pelo assassinato de Daniella Perez. A ação foi julgada em segunda instância pela 7ª Câmara Cível do TJ/RJ.
De acordo com a decisão, os réus ainda foram condenados ao pagamento das despesas com o sepultamento e funeral, na ordem de cinco salários-mínimos, além das custas processuais e honorários advocatícios de 10% sobre a condenação. Não obstante, o processo judicial foi adiado por muitos anos.
Depois de Gloria e Raul entrarem novamente na Justiça com essa ação exigindo o pagamento, em 29 de abril de 2016, eles conseguem vencer na Justiça com o pedido de indenização por danos morais e materiais contra Guilherme de Pádua e Paula Thomaz.
| “                                  | O que eu posso dizer é que não existe dinheiro no mundo que pague um assassinato. Dinheiro não paga assassinato. O que eu gostaria mesmo é de não receber nenhum tostão, contanto que os assassinos ficassem atrás das grades e não soltos curtindo a vida como os dois andam fazendo por aí. Para mim assassino tem que ficar preso. | ” |
| — Raul Gazolla, em opinião ao UOL. | |   |

No entanto, a ação judicial continuou a tramitar e foi arquivada no início de dezembro de 2022. Paula havia sido condenada a pagar uma indenização de R$ 480 mil, mas a Procuradoria de Justiça do Rio de Janeiro julgou que a ré não tinha condições financeiras nem bens a penhorar para cumprir a decisão judicial.
Em 6 de novembro de 2022, Guilherme de Pádua (um dos assassinos de Daniella) faleceu de infarto em Belo Horizonte.

## Filmografia

### Televisão
| Ano  | Título                                         | Personagem           | Notas                                   | Ref.          |
| ---- | ---------------------------------------------- | -------------------- | --------------------------------------- | ------------- |
| 1989 | Kananga do Japão                               | Daniela/Eduarda      | Participação especial                   | [ 48 ] [ 49 ] |
| 1989 | O Sexo dos Anjos                               | Dançarina de Lambada | Participação especial                   | [ 50 ]        |
| 1990 | Barriga de Aluguel                             | Clotilde (Clô)       |                                         | [ 51 ]        |
| 1991 | O Dono do Mundo                                | Yara Maciel          |                                         | [ 16 ]        |
| 1992 | Roberto Carlos Especial                        | Virgem Maria         | Encenação sobre a vida e morte de Jesus | [ 52 ]        |
| 1992 | De Corpo e Alma                                | Yasmin Bianchi       | Episódios (1–146)                       | [ 53 ]        |
| 2022 | Pacto Brutal - O Assassinato de Daniella Perez | Ela mesma            | Documentário póstumo, apenas em vídeos  | [ 54 ] [ 55 ] |

## Prêmios e indicações
| Ano  | Prêmio          | Categoria        | Indicado                  | Resultado | Ref.   |
| ---- | --------------- | ---------------- | ------------------------- | --------- | ------ |
| 1993 | Troféu Imprensa | Revelação do Ano | Yasmin em De Corpo e Alma | Indicada  | [ 56 ] |

## Na cultura popular
- Em 2022, o serviço de streaming HBO Max produziu a série documental Pacto Brutal - O Assassinato de Daniella Perez, contendo 5 episódios.[57][58] A série conta com depoimentos da mãe e do marido de Daniella, a autora Gloria Perez e o ator Raul Gazolla, respectivamente, e de amigos pessoais da vítima, como Fábio Assunção, Cláudia Raia, Cristiana Oliveira, Alexandre Frota, Claudia Mauro, Marieta Severo, Eri Johnson e Maurício Mattar.[59]
- Logo após o documentário, o escritor e advogado Bernardo Braga Pasqualette lançou um livro sobre a história e morte de Perez intitulado de Daniella Perez: Biografia, Crime e Justiça. Por não ser uma biografia autorizada foi duramente criticada, além de conter diversos erros como o nome de um dos irmãos de Daniella que se chama Rafael e no livro está como “Daniel” e do escritor ter procurado as defesas dos condenados pelo crime da morte da atriz.[60][61]

### Homenagens
- A Prefeitura do Rio de Janeiro prestou uma homenagem, colocando o nome de Daniella em uma creche pública do município, denominada "Creche Municipal Daniella Perez".[62]
- Os MCs Mascote & Neném, criaram uma música chamada Rap da Daniella. Na letra, narram fatos do crime ocorrido com a atriz em 1992. Assim como a dupla sertaneja Leão & Leopardo fizeram na música Ator Bandido.[carece de fontes?]
- Em 11 de agosto de 2015, dia em que Daniella completaria 45 anos, os apresentadores Monica Iozzi e Otaviano Costa prestaram uma homenagem à atriz no programa Vídeo Show e também exibiram uma dedicatória feita pelo elenco da telenovela De Corpo e Alma.[63] Nesse mesmo dia, assim como em todos os outros dias de seu aniversário, sua mãe Gloria Perez também a homenageou em suas redes sociais.[64]
- Daniella Perez foi homenageada por um grupo de fãs em 2015. Vários retratos dela foram pintados pelo artista Gerri Alves, em um muro de sete metros de altura no distrito de Campo Limpo, em São Paulo. A mãe da atriz, a novelista Gloria Perez publicou a homenagem em suas redes sociais com o e-mail da idealizadora do projeto, a atriz e fã de Daniella, Márcia Gonçalves.[65][66]
- No dia 28 de dezembro de 2017, dia em que completou 25 anos de sua morte, o programa Vídeo Show exibiu o quadro "Memória Nacional" em sua homenagem.[67]
- Miguel Pereira ganhou no ano de 2021, o primeiro espaço no município dedicado ao acolhimento de mulheres vítimas de violência doméstica. A Casa do Direito da Mulher - Daniella Perez é fruto de uma parceria entre o Governo do Estado – por meio das secretarias de Desenvolvimento Social e Direitos Humanos e da Polícia Militar – com a prefeitura da cidade do Centro-Sul Fluminense. O espaço, inaugurado pelo governador Cláudio Castro, terá atendimentos jurídico, psicológico e social.[68]